# 圣略伦特
圣略伦特，是西班牙卡斯蒂利亚-莱昂巴利亚多利德省的一个市镇。总面积25平方公里，2001年普查人口總數為192人，人口密度為每平方公里8人。